# كوري وتون
كوري وتون (بالإنجليزية: Corey Wootton)‏ هو لاعب كرة قدم أمريكية أمريكي، ولد في 22 يونيو 1987 في روثرفورد في الولايات المتحدة.

## وصلات خارجية
- كوري وتون على موقع مرجع كرة القدم المحترفة.كوم (الإنجليزية)